# Norbert Gyömbér
Norbert Gyömbér, né le 3 juillet 1992 à Revúca en Tchécoslovaquie, est un footballeur international slovaque, qui évolue au poste de défenseur central à Al-Kholoud Club.

## Biographie

### Carrière en club
Norbert Gyömbér commence le football en 1997 au MFK Revúca. En 2006, il rejoint le centre de formation du Dukla Banská Bystrica. En 2011, il intègre l'équipe première, il débute le 1er octobre 2011 lors d'un match de Corgoň Liga avec une défaite 2-0 contre le MFK Ružomberok. 
Après avoir joué 50 matchs avec le maillot des rouges-blanc, il rejoint durant l'été 2013 l'équipe italienne du Calcio Catane, qui l'avait acheté le 28 janvier, mais l'avait laissé en prêt au Dukla Banská Bystrica jusqu'à la fin de la saison.
Il fait ses débuts en Serie A le 19 octobre 2013 lors d'une défaite 2-1 contre le Cagliari Calcio. Il entre à la 71e minute de la rencontre, à la place de Giuseppe Bellusci. le 26 mars 2014, il marque son premier but en Serie A lors d'un match perdu 4-2 contre le SSC Naples. Il termine sa première saison avec 18 apparitions en Serie A, dont 15 en tant que titulaire, avec un but inscrit. La saison suivante, Catane est relégué en Serie B. Gyömbér joue seulement neuf matchs en raison d'une grave blessure qui le maintient en dehors des terrains pendant de nombreux mois.
Le 20 août 2015, il est prêté à l'AS Rome, avec une option d'achat fixé à 1,5 million d'euros. À Rome, il porte le maillot numéro 23. Le 4 octobre, il fait ses débuts en faveur de la Roma en Serie A, lors d'une victoire 4-2 contre l'US Palerme. Il entre à la 83e minute de la rencontre, à la place d'Alessandro Florenzi. En fin d'année, l'option d'achat est levée.

### Carrière internationale
Norbert Gyömbér compte 15 sélections avec l'équipe de Slovaquie depuis 2014. 
Il est convoqué pour la première fois en équipe de Slovaquie par le sélectionneur national Ján Kozák, pour un match amical contre Israël le 5 mars 2014. Il commence la rencontre comme titulaire, et sort du terrain à la 86e minute de jeu, en étant remplacé par Filip Kiss. Le match se solde par une victoire 3-1 des Slovaques.
Deux ans plus tard, il dispute sa première compétition internationale lors de l'Euro 2016. 
Le 7 juin 2024, il figure dans la liste des 26 joueurs slovaques retenus par Francesco Calzona pour participer à l'Euro 2024.